# Балка Ількова
Балка Ількова — балка (річка) в Україні у Новомосковському районі Дніпропетровської області. Ліва притока річки Багатенької (басейн Дніпра).

## Опис
Довжина балки приблизно 8,31 км, найкоротша відстань між витоком і гирлом — 7,34  км, коефіцієнт звивистості річки — 1,13 . Формується декількома балками та загатами.

## Розташування
Бере початок на північно-західній стороні від села Попасне. Тече переважно на північний схід понад селом Веселе і у селі Михайлівка впадає у рчку Багатеньку, ліву притоку річки Орілі.

## Цікаві факти
- Від витоку балки на південно-західній стороні на відстані приблизно 775 м пролягає автошлях Т 0422[3] (автомобільний шлях територіального значення у Дніпропетровській області. Пролягає територією Павлоградського та Новомосковського районів через Павлоград — Надеждівку — Голубівку. Загальна довжина — 56,2 км.).
- У XX столітті на балці існували водокачка та газова свердловина[2], а у XIX столітті — декілька колоній[1].